# Чемпіонат світу з футболу 2026 (кваліфікаційний раунд, УЄФА, група L)
Група L кваліфікації УЄФА Чемпіонату світу з футболу 2026 — одна з 12 груп УЄФА у  кваліфікації чемпіонату світу для визначення команд, які пройдуть до чемпіонату світу 2026. Група L складається з 5 команд: Хорватії, Чехії, Чорногорії, Фарерських островів та Гібралтару. Команди зіграють одна з одною вдома та на виїзді за круговою системою.
Матчі відбуваються з 22 березня по 17 листопада 2025 року.
Переможець групи потрапить напряму до чемпіонату світу, а 2-е місце пройде до другого раунду (плей-оф).

## Турнірна таблиця
| Поз | Команда           | І | В | Н | П | ГЗ | ГП | РГ | О | Кваліфікація                         |        | Чехія  | Чорногорія | Хорватія | Фарерські острови | Гібралтар |
| --- | ----------------- | - | - | - | - | -- | -- | -- | - | ------------------------------------ | ------ | ------ | ---------- | -------- | ----------------- | --------- |
| 1   | Чехія             | 2 | 2 | 0 | 0 | 6  | 1  | +5 | 6 | Кваліфікація на чемпіонат світу 2026 |        | —      | 6 чер      | 9 жов    | 2–1               | 17 лис    |
| 2   | Чорногорія        | 2 | 2 | 0 | 0 | 4  | 1  | +3 | 6 | Вихід до плей-оф                     |        | 5 вер  | —          | 17 лис   | 1–0               | 3–1       |
| 3   | Хорватія          | 0 | 0 | 0 | 0 | 0  | 0  | 0  | 0 |                                      |        | 9 чер  | 8 вер      | —        | 14 лис            | 12 жов    |
| 4   | Фарерські острови | 2 | 0 | 0 | 2 | 1  | 3  | −2 | 0 |                                      | 12 жов | 9 жов  | 5 вер      | —        | 9 чер             |           |
| 5   | Гібралтар         | 2 | 0 | 0 | 2 | 1  | 7  | −6 | 0 |                                      | 0–4    | 14 лис | 6 чер      | 8 вер    | —                 |           |

## Матчі
| 22 березня 2025 18:00 |

| Чорногорія                             | 3–1                             | Гібралтар  |
| -------------------------------------- | ------------------------------- | ---------- |
| - Йоветич 22' - Тучі 70' - Марушич 73' | Протокол (FIFA) Протокол (UEFA) | - Бент 13' |

| Градскі, Никшич Глядачів: 3 021 Арбітр: Антоніу Нобре (Португалія) |

| 22 березня 2025 20:45 |

| Чехія          | 2–1                             | Фарерські острови |
| -------------- | ------------------------------- | ----------------- |
| - Шик 25', 85' | Протокол (FIFA) Протокол (UEFA) | - Ватнгамар 83'   |

| Малшовічка Арена, Градець-Кралове Глядачів: 8 978 Арбітр: Раде Обренович (Словенія) |

| 25 березня 2025 20:45 |

| Гібралтар | 0–4                             | Чехія                                              |
| --------- | ------------------------------- | -------------------------------------------------- |
|           | Протокол (FIFA) Протокол (UEFA) | - Черний 21' - Шик 50' - Шульц 72' - Климент 90+5' |

| Алгарве, Фару/Лоле (Португалія) Глядачів: 583 Арбітр: Гораціу Феснік (Румунія) |

| 25 березня 2025 20:45 |

| Чорногорія | 1–0                             | Фарерські острови |
| ---------- | ------------------------------- | ----------------- |
| Куч 90+6'  | Протокол (FIFA) Протокол (UEFA) |                   |

| Градскі, Никшич Глядачів: 3 226 Арбітр: Аллард Ліндгут (Нідерланди) |

| 6 червня 2025 20:45 |

| Чехія                  | 2–0                             | Чорногорія |
| ---------------------- | ------------------------------- | ---------- |
| - Гложек 23' - Шик 65' | Протокол (FIFA) Протокол (UEFA) |            |

| Дусан Арена, Пльзень Глядачів: 10 889 Арбітр: Сердар Гезюбююк (Нідерланди) |

| 6 червня 2025 20:45 |

| Гібралтар | 0–7                             | Хорватія                                                                          |
| --------- | ------------------------------- | --------------------------------------------------------------------------------- |
|           | Протокол (FIFA) Протокол (UEFA) | - Пашалич 28' - Будимир 30' - Іванович 60', 63' - Перишич 73' - Крамарич 77', 79' |

| Алгарве, Фару/Лоле (Португалія) Глядачів: 1,516 Арбітр: Георгі Кабаков (Болгарія) |

| 9 червня 2025 20:45 (19:45 UTC+1) |

| Фарерські острови                    | 2–1                             | Гібралтар     |
| ------------------------------------ | ------------------------------- | ------------- |
| - Фредеріксберг 71' - Йоганнесен 86' | Протокол (FIFA) Протокол (UEFA) | - Скенлон 23' |

| Торсволлюр, Торсгавн Арбітр: Ігаль Фрід (Ізраїль) |

| 9 червня 2025 20:45 |

| Хорватія                                                                   | 5–1                             | Чехія        |
| -------------------------------------------------------------------------- | ------------------------------- | ------------ |
| - Крамарич 42', 75' - Модрич 62' (пен.) - Перишич 68' - Будимир 72' (пен.) | Протокол (FIFA) Протокол (UEFA) | - Соучек 58' |

| Опус Арена, Осієк Глядачів: 12 207 Арбітр: Хесус Хіль Мансано (Іспанія) |

| 5 вересня 2025 20:45 (19:45 UTC+1) |

| Фарерські острови | —                               | Хорватія |
| ----------------- | ------------------------------- | -------- |
|                   | Протокол (FIFA) Протокол (UEFA) |          |

| Торсволлюр, Торсгавн |

| 5 вересня 2025 20:45 |

| Чорногорія | —                               | Чехія |
| ---------- | ------------------------------- | ----- |
|            | Протокол (FIFA) Протокол (UEFA) |       |

|  |

| 8 вересня 2025 20:45 |

| Гібралтар | —                               | Фарерські острови |
| --------- | ------------------------------- | ----------------- |
|           | Протокол (FIFA) Протокол (UEFA) |                   |

|  |

| 8 вересня 2025 20:45 |

| Хорватія | —                               | Чорногорія |
| -------- | ------------------------------- | ---------- |
|          | Протокол (FIFA) Протокол (UEFA) |            |

|  |

| 9 жовтня 2025 20:45 |

| Чехія | —                               | Хорватія |
| ----- | ------------------------------- | -------- |
|       | Протокол (FIFA) Протокол (UEFA) |          |

|  |

| 9 жовтня 2025 20:45 (19:45 UTC+1) |

| Фарерські острови | —                               | Чорногорія |
| ----------------- | ------------------------------- | ---------- |
|                   | Протокол (FIFA) Протокол (UEFA) |            |

|  |

| 12 жовтня 2025 18:00 (17:00 UTC+1) |

| Фарерські острови | —                               | Чехія |
| ----------------- | ------------------------------- | ----- |
|                   | Протокол (FIFA) Протокол (UEFA) |       |

|  |

| 12 жовтня 2025 20:45 |

| Хорватія | —                               | Гібралтар |
| -------- | ------------------------------- | --------- |
|          | Протокол (FIFA) Протокол (UEFA) |           |

|  |

| 14 листопада 2025 20:45 |

| Гібралтар | —                               | Чорногорія |
| --------- | ------------------------------- | ---------- |
|           | Протокол (FIFA) Протокол (UEFA) |            |

|  |

| 14 листопада 2025 20:45 |

| Хорватія | —                               | Фарерські острови |
| -------- | ------------------------------- | ----------------- |
|          | Протокол (FIFA) Протокол (UEFA) |                   |

|  |

| 17 листопада 2025 20:45 |

| Чехія | —                               | Гібралтар |
| ----- | ------------------------------- | --------- |
|       | Протокол (FIFA) Протокол (UEFA) |           |

|  |

| 17 листопада 2025 20:45 |

| Чорногорія | —                               | Хорватія |
| ---------- | ------------------------------- | -------- |
|            | Протокол (FIFA) Протокол (UEFA) |          |

|  |

## Бомбардири
Забито 30 голів у 8 матчах, у середньому 3,75 гола за гру.
4 голи
- Андрей Крамарич
- Патрик Шик

2 голи
- Анте Будимир
- Франьо Іванович
- Іван Перишич

1 гол
- Ден Бент
- Джеймс Скенлон
- Гуннар Ватнгамар
- Патрік Йоганнесен
- Арні Фредеріксберг
- Лука Модрич
- Маріо Пашалич
- Адам Гложек
- Ян Климент
- Томаш Соучек
- Вацлав Черний
- Павел Шульц
- Стеван Йоветич
- Едвін Куч
- Адам Марушич
- Марко Тучі